# G1期
G1期是细胞周期中间期的一个阶段，位于S期之前。对于大多数细胞，G1期占据了其寿命的大多数时间。细胞在此期间复制细胞器并合成生长所需的醣類、蛋白质和脂质，因此需要大量结构蛋白和酶。此时细胞开始大量合成蛋白质并提高代谢率。
G1期受到生长因子、营养供应、温度和其它限制因子的限制。一个快速分裂的人类细胞每24个小时有9小时处于G1期。相对于间期的其它时期来说，G1期长度会因物种差距而变化极大。
细胞会在G1期暂停细胞周期，不进入S期而进入G0期。大部分哺乳动物细胞会进入G0期并在一些时刻重新进入S期。

## 基本概念与特征
G1期是细胞分裂间期的一个阶段，位于S期之前。该时段细胞的主要特征与活动方式包括下列内容：

### 时相特点
对于大多数细胞而言，G1期是细胞周期中耗时最长的时相，占据了细胞寿命的多数时间。就高等生物而言，G1期的时长在不同的物种间差别较大，并且决定了不同细胞周期的长短。

### 染色质状态
二倍体真核细胞在G1期染色体组数为2n，代表细胞内有两套染色体。遗传物质在此时尚处于染色质状态，如果螺旋化成为染色体，则不会产生姊妹染色单体。单倍体生物如酵母在G1期仅有一套染色体。

### 细胞活动
在G1期内，细胞代谢旺盛、体积增大，并合成生长需要的蛋白质、糖类、脂质、RNA等物质，为DNA合成做好准备，因此G1期也叫DNA合成预备期或复制前期。

## G1期的调控
G1期的晚期存在一个特定时期——如果细胞继续走向分裂，则可以通过这一时期进入S期，开始细胞核DNA的合成并继续运行，直到完成细胞分裂。在芽殖酵母中，这一特定时期被称为起始点，其结束伴随着细胞出芽与DNA合成的开始。而在其他真核细胞中，相应的时期则被称为限制点或检验点。起始点被认为是G1期晚期的一个基本事件，细胞需要在内、外因素的共同作用下才能顺利通过起始点。任何影响到这一基本事件完成的内外因素均会阻碍细胞从G1期向S期转换。该点有一系列保护措施来确保DNA的完整和细胞的正常工作。

### 芽殖酵母起始点的影响因素
芽殖酵母起始点的影响因素包括内因和外因两方面。其中，外在因素包括适宜的温度和生长空间、营养物质的供给以及相关的激素刺激，而内在因素则与细胞分裂周期基因（cell division cycle gene, cdc基因）的调控有关。cdc基因的产物包括蛋白激酶、蛋白磷酸水解酶等，这些酶活性的变化将会直接影响细胞周期的变化。

### 高等真核细胞起始点的影响因素
高等真核细胞的限制点与芽殖酵母的起始点相似，但其调控机制更为复杂。绝大多数细胞若在生长点前进行无生长因子培养，则细胞会进入休眠期，不再进行DNA复制或细胞分裂。但若在限制点之后进行无生长因子培养，则不影响细胞进入S期。

### 检验点与监控机制的意义
细胞中特异的监控机制可以鉴别细胞周期进程中的错误，并且诱导细胞产生抑制因子，以调控时相的恰当更迭。检验点不仅存在于G1期，在S期、G2期、纺锤体组装等时点中也存在相应的检验机制。这些监控作用将有助于保护基因和基因组的稳定性。

### G0期细胞
一些没有通过G1期限制点的细胞可能会进入G0期，从而成为静止期细胞。这些细胞会暂时脱离细胞周期，停止细胞分裂，但仍然会活跃地进行代谢活动并执行其生物学功能。
G0期包括可逆与不可逆两种。处于可逆G0期的细胞只是暂时脱离了细胞周期，一旦得到信号指示，则会快速返回细胞周期分裂增殖，例如休眠期的植物种子细胞、组织干细胞、成熟的肝细胞以及缺乏某些营养物质的体外培养细胞等。处于不可逆G0期的终末分化细胞则终生不再分裂，如已完全分化的神经元、横纹肌细胞等。

### G1期调控异常与癌症的关系
许多研究认为肿瘤的恶性增殖可能与G1期检验点调控功能的缺损有关。在这些调控功能受损的肿瘤细胞中，E2F家族的基因调节蛋白往往变得不受限制，从而增加了G1/S细胞周期蛋白基因的表达，导致细胞无限制地进入细胞周期并增殖复制。